# Singing arc
Il singing arc è uno strumento musicale elettrofono di epoca vittoriana, inventato a cavallo della fine del XIX secolo e l'inizio del XX secolo da William Duddell.
Precursore degli strumenti elettronici,nonché il primo elettrofono, il singing arc sfruttava il ronzio delle lampade ad arco, sistemi di illuminazione allora in uso. Le frequenze delle lampade, modulate variando il voltaggio di ognuna, venivano fatte suonare per mezzo di una rudimentale tastiera. La prima esibizione pubblica con questo strumento è stata a Londra nel 1899.